# 诺伊恩泽号护航驱逐舰
诺伊恩泽号护航驱逐舰（英語：USS Neunzer，舷号：DE-150），是美国海军于第二次世界大战期间建造的一艘埃德索尔级护航驱逐舰，其舰名取自在阿留申群岛战役中阵亡的空军勋章获得者魏玛·埃德蒙·诺伊恩泽（Weimar Edmund Neunzer）。
该舰由诺伊恩泽的遗孀冠名，于1943年1月29日在德克萨斯州奥兰治联合钢铁厂铺设龙骨，随后于6月1日下水。1943年9月27日，诺伊恩泽号正式服役，交由小约翰·埃弗雷特·格林巴克（John Everett Greenbacker Jr.）少校指挥。

## 设计与装备
埃德索尔级护航驱逐舰的设计与巴克利级护航驱逐舰类似，均采用长船体并建有较高的舰桥。该级护航驱逐舰配备3英寸（76毫米）50倍径单装主炮，后续曾计划更换为5英寸（127毫米）38倍径主炮，但最终没有实际执行。该级护航驱逐舰由4台费尔班克斯-莫尔斯38D8-1/8-10内燃机提供动力，总功率最高可达6000匹马力，最高航速21节。其燃料舱可携带312吨重油，在12节航速下航程可达11000海里。此外，该级舰船还配备有较完善的侦查搜索系统，包括SL或SU水面雷达、SA对空雷达、QC声呐系统以及用于监听潜艇无线电的HF/DF天线。

## 服役历史
服役后的诺伊恩泽号先后前往德克萨斯州加尔维斯顿和路易斯安那州新奥尔良添置装备。1943年10月至11月，她驻留百慕大进行试航调整，随后经罗德岛州昆赛特角前往南卡罗来纳州查尔斯顿，与当地舰队一起开展为期4周的新型反潜武器开发行动。此后，诺伊恩泽号在波士顿加入护航舰队，护送一支规模庞大的船团由纽约出发前往英格兰。
1944年1月1日，诺伊恩泽号加入第62特遣舰队，跟随其护送船团前往地中海，抵达目的地后，她在直布罗陀停留了8天，随后便启程护送5艘意大利潜艇前往百慕大。行驶途中，诺伊恩泽号使用舰上的消防栓和消防水带为2艘潜艇补给了12000加仑燃油。
此后，诺伊恩泽号又跟随第62特遣舰队完成了2次前往地中海的护航任务并在返航后被调至以瓜达尔卡纳尔号护航航空母舰为核心的猎潜大队。舰队先后在缅因州卡斯柯湾和百慕大训练，随后前往大西洋中部进行了2次反潜巡逻但均没有取得战果。8月末，诺伊恩泽号返航纽约。10月，舰队再次出发前往北大西洋巡逻，期间她们遭遇恶劣风暴，部分船只出现损伤，行动也被迫终止。她们随后南下前往亚速尔群岛蓬塔德尔加达补给，最终于11月初抵达美国本土。
12月1日，猎潜大队由弗吉尼亚州诺福克出发，经佛罗里达州杰克逊维尔前往百慕大训练。随后她们于1945年1月抵达古巴关塔那摩湾参加演习。任务结束后，诺伊恩泽号返回纽约接受检修。3月初，她再次前往古巴参加演习，随后作为训练舰被派往迈阿密协助培训海军训练中心的学员。
4月8日凌晨，诺伊恩泽号接到紧急召集命令，她于6小时内准备妥当并启程前往纽芬兰。在阿真舍加油补给后，诺伊恩泽号于19日离港加入附近特混舰队，与其他美军船只一同构筑起连接圣约翰斯和法亚尔岛的德军U型潜艇阻击网。
4月24日，弗雷德里克·C·戴维斯号护航驱逐舰发现了U-546号潜艇，但在准备攻击时就被潜艇发射的鱼雷命中沉没。8艘护航驱逐舰迅速赶往现场处置，诺伊恩泽号和海特号一同负责继续追踪潜艇。友军发动数轮攻击后，诺伊恩泽号也于下午加入战场直接发起攻击，但最终没能将潜艇逼至海面。18时38分，U-546号潜艇最终浮出水面，随后她迅速被美军舰船集火击沉。
德国无条件投降后，诺伊恩泽号返回纽约修整。5月25日，她最后一次护送船团由纽约出发跨越大西洋前往南安普顿并在没有护航任务的情况下返航纽约。7月，她前往卡斯柯湾训练，随后作为靶舰前往罗德岛州梅尔维尔协助培训学员。8月1日，她被派往康涅狄格州新伦敦护送正在巡回展出的U-505号潜艇。
1947年1月，诺伊恩泽号正式退役并加入美国海军预备舰队，此后她一直在费城封存。1972年7月1日，诺伊恩泽号自美国海军除籍，随后于1973年11月1日被出售拆解。

## 荣誉
诺伊恩泽号服役期间所获荣誉如下：
|  | Bronze star |

| 美国战役奖章 | 欧洲-非洲-中东战役奖章 （1枚战斗之星） | 第二次世界大战胜利奖章 |

## 历任舰长
| 姓名       | 译名                     | 军衔 | 所属军种       | 任职时间                |
| ---------- | ------------------------ | ---- | -------------- | ----------------------- |
|            | 小约翰·埃弗雷特·格林巴克 | 少校 | 美国海军       | 1943年9月27日           |
|            | 维吉尔·爱德华·盖克斯     | 少校 | 美国海军       | 1944年5月2日            |
|            | P·A·默里                 | 少校 | 美国海军预备役 | 1946年1月-1946年6月14日 |
| 参考文献： |                          |      |                |                         |